# زنان ضد فمینیسم
زنان ضد فمینیسم (#WomenAgainstFeminism) جنبش زنان ضد اندیشه‌های فمینیستی است. آنان تصاویر خود را با این هشتگ در یوتیوب و شبکه‌های اجتماعی به خصوص تویتر و تامبلر منتشر می‌کنند. این هشتگ حاوی تصاویری از زنانی است که به نقد فمینیسم می‌پردازند. اکثراً با این جمله شروع می‌شوند که «من به فمینیسم نیاز ندارم زیرا...». این جنبش با استقبال زیادی از زنان غربی مواجه شد.

## خاستگاه
هشتگ زنان ضد فمینیسم در ۲۳ ژوئیه سال ۲۰۱۳ میلادی توسط زنان آمریکایی در پاسخ به حرکت‌های فمینیستی ایجاد شد و در اوت و ژوئیه ۲۰۱۴ هنگامی که ستون‌های خبری و رسانه‌ها به آن پرداختند توجه بسیاری را جلب نمود.زنان بسیاری به این جنبش پیوسته و تصاویر خود را با پلاکاردهای حاوی متن‌های ضد فمینیستی منتشر کردند.

## برخی نوشته‌ها
- من نیازی به فمینیسم ندارم زیرا مردان هم مانند زنان حقوقی دارند و ما باید نادیده گرفتن آنان را متوقف کنیم. من ضد فمینیست و طرفدار برابری هستم
- من نیازی به فمینیسم ندارم زیرا مادر بودن و همسر بودن لذت بخش‌ترین احساس زندگی من است
- من نیازی به فمینیسم ندارم زیرا مردان دشمن ما نیستند. آنان پدر، برادر و پسر ما هستند و حقیر شمردن آنان فایده‌ای ندارد.
- من نیازی به فمینیسم ندارم زیرا پدر من یک فرشته است.
- من نیازی به فمینیسم ندارم زیرا جهان به برابری نیاز دارد نه برتری.
- من نیازی به فمینیسم ندارم زیرا از همسرم به خاطر جنسیتش متنفر نیستم.
- من نیازی به فمینیسم ندارم زیرا از این که مردان مرا تحسین می‌کنند خوشحال می‌شوم.
- من نیازی به فمینیسم ندارم زیرا من نفرت‌انگیز، توهمی و ریاکار و ضد مرد نیستم. من به آنان احترام می‌گذارم و آنان نیز به من احترام می‌گذارند.
- من نیازی به فمینیسم ندارم زیرا با انتخاب خودم مادری خانه‌دار شدم و همسر من که در بیرون کار می‌کند نباید مورد انتقاد قرار گیرد.
- من نیازی به فمینیسم ندارم زیرا نمی‌خواهم منکر آن شوم که مردان نیز حقوقی دارند.
- من نیازی به فمینیسم ندارم زیرا انتقاد از مردان به دلیل خطاهای برخی از آنان اشتباه است.
- من نیازی به فمینیسم ندارم زیرا پسر من نباید به خاطر جنسیتش احساس حقارت کند.